# 佐竹義祇
佐竹 義祇（さたけ よしもと）は、江戸時代中期の大名。出羽国岩崎藩の第4代藩主。佐竹壱岐守家4代当主。官位は従五位下・壱岐守。

## 略歴
第2代藩主・佐竹義道の次男・佐竹義敏の長男として誕生した。宝暦9年（1759年）、もしくは宝暦11年（1761年）9月6日生まれと言われている。
父・義敏は祖父・義道の嫡子であったものの、岩崎藩佐竹家の家督を相続することなく死去し、叔父の義忠が家督を相続した。明和元年（1764年）5月18日、義忠の養嗣子となった。安永2年（1773年）4月1日、10代将軍・徳川家治に御目見した。安永9年（1780年）11月7日、義忠の隠居により跡を継いだ。同年12月18日、従五位下・壱岐守に叙任した。
寛政5年（1793年）9月19日（または9月22日）に死去し、跡を長男の義知が継いだ。享年35。法号は泰量院殿月相瑞円。墓所は東京都板橋区小豆沢の総泉寺。

## 系譜
子女は2男2女。
父母
- 佐竹義敏（実父）
- 木暮氏 - 側室（実母）
- 佐竹義忠（養父）

正室、継室
- 相馬恕胤の娘（正室） - 後に離婚
- 松平親盈の娘（継室）

子女
- 佐竹義知（長男） 生母は継室